# Sankt Stephans-Siedlung
Die Sankt Stephans-Siedlung ist eine Siedlung in Griesheim im südhessischen Landkreis Darmstadt-Dieburg.

## Geographische Lage
Sankt Stephan liegt wie auch Griesheim in der relativ flachen, sandigen Ebene des Hessischen Ried. Die langgestreckte Sankt Stephans-Siedlung grenzt an den Südosten der Griesheimer Kernstadt, eingezwängt zwischen dieser und dem August-Euler-Flugplatz. Sie gliedert sich in die Fluren 115, 116 und 117 der Gemarkung Griesheim und umfasst eine Gesamtfläche von 47,30 Hektar. Diese Fläche ist fast vollständig bebaut und geht nahtlos in die Bebauung der Kernstadt über. Die Siedlung umfasst im Wesentlichen folgende Straßenzüge um den St.-Stephans-Platz: im Westen die Draustraße bis zur Maria-Theresia-Straße, im Zentrum Donaustraße, Murstraße und Theißstraße, im Nordosten Nehringstraße, Lilienthalstraße, Zeppelinstraße und Parsevalstraße.

## Geschichte

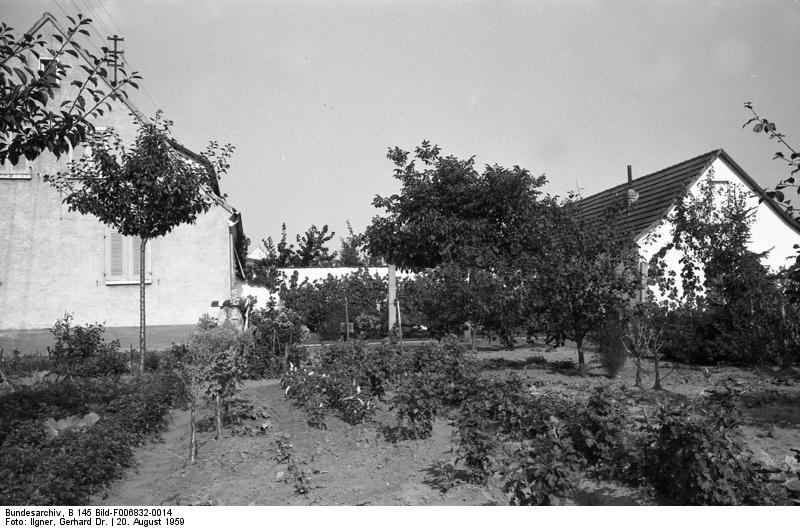
Typische Siedlerstellen in der Stephanssiedlung 1959

Das Gebiet, auf dem die Siedlung ab 1948 entstehen sollte, war 1938 mit dem Truppenübungsplatz Griesheim von der Gemarkung Griesheim abgetrennt worden und wurde in die Stadt Darmstadt eingegliedert. Unter tatkräftiger Förderung durch den Darmstädter Oberbürgermeister Ludwig Metzger, wurde hier nach dem Zweiten Weltkrieg am äußersten Rand des Darmstädter Stadtgebietes in der Nachbarschaft des Militärflugplatzes eine Siedlung für vertriebene ungarndeutsche Familien geschaffen. Das Gelände ist durch eiszeitliche Flugsande geprägt, leidet unter Trockenheit und Winderosion und ist landwirtschaftlich denkbar unergiebig. Zudem erschwerte die militärische Vergangenheit des Areals sowie die weiterhin bestehenden militärischen Sperrzonen das Entstehen des neuen Gemeinwesens. Auf die erste Siedlerwelle, die an der Donaustraße siedelte, folgte 1949/1950 eine zweite aus Angehörigen dieser Siedler, die zuvor in ganz Deutschland verstreut waren. Zu dieser Zeit waren in jeder Siedlerstelle mit sechs Räumen zwischen vierzehn und zwanzig Personen polizeilich gemeldet. Der Aufbau der Siedlung ging mit viel familiärer Eigenleistung vor sich.
Nach dem Willen der Planer sollte St. Stephan im Endausbau den Grundriss eines nach Osten weisenden Christuskörpers erhalten, bei dem der Dorfanger um die Draustraße den Körper und die Kirche am St.-Stephans-Platz den Kopf bildete. Quer dazu sollten von dort zwei Straßen wie ausgebreitete Arme ausgehen, die Donaustraße nach Norden und eine andere nach Süden, die jedoch wegen der fortdauernden militärischen Nutzung des Geländes nicht verwirklicht werden konnte.
Die Siedler bewirtschafteten zunächst je zwei Hektar, später drei Hektar Land. Kartoffeln, Mais und Weingärten schufen mit der Schweinemast eine erste karge Lebensgrundlage als Selbstversorger. Die Siedler machten die Verwendung von Paprika in der Region populär. Später gingen viele zum Spargelanbau über. Im Laufe der Zeit wurde die Bebauung der Siedlungsgrundstücke beträchtlich verdichtet. Auch wurden neue Baugebiete über den ursprünglichen Siedlungsbereich hinaus erschlossen.
Im Zuge der Gebietsreform in Hessen gliederte man zum 1. Januar 1977 das Wohngebiet der Siedlung mit rund 2000 Einwohnern von der Stadt Darmstadt nach Griesheim zurück, mit dem es längst zusammengewachsen war. Die im Süden liegenden bewirtschafteten Felder verblieben weiterhin in der Gemarkung Darmstadt.

## Kultur

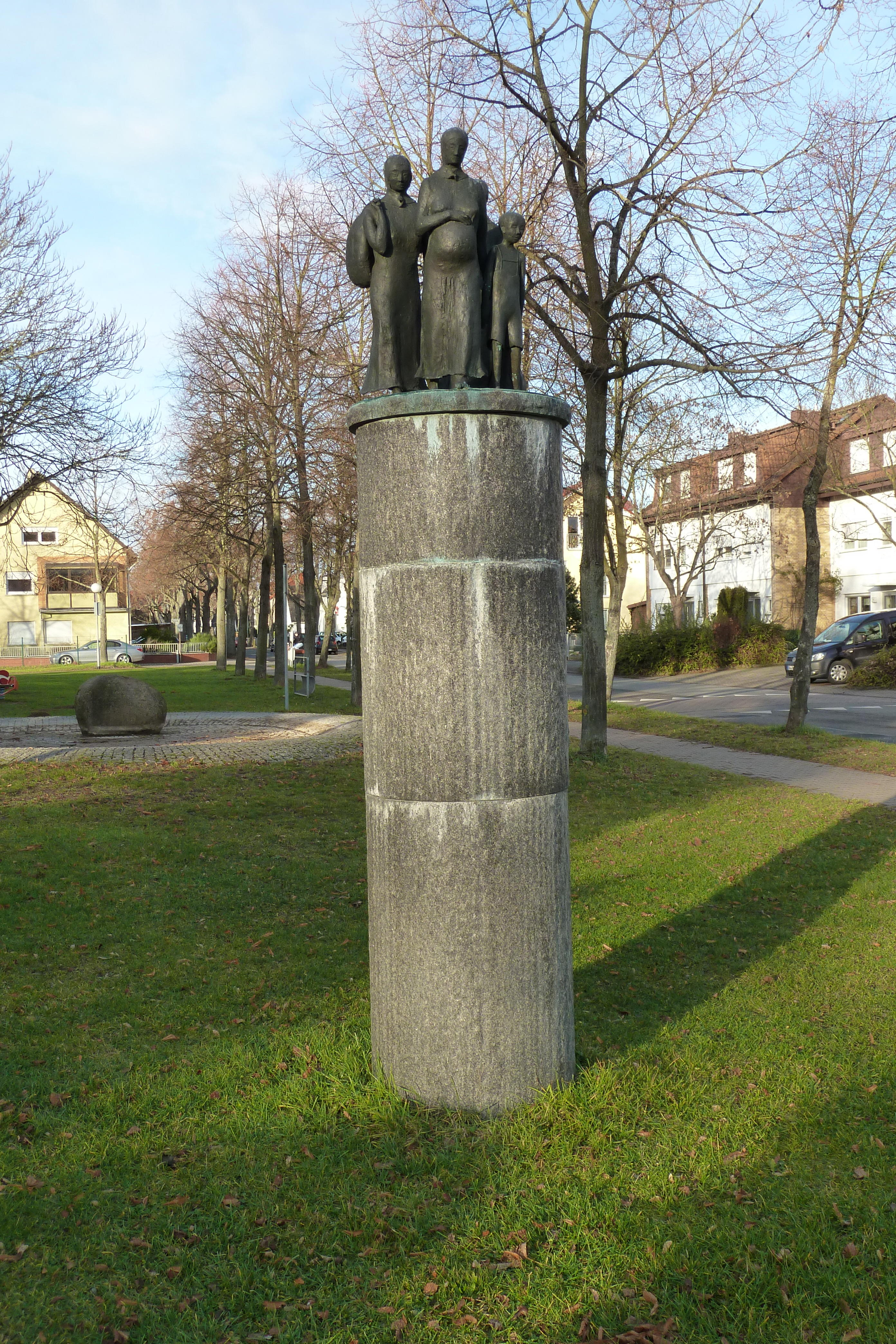
Denkmal für die Vertreibung am St.-Stephans-Platz

Auch für soziale und kulturelle Aufgaben schlossen sich die St.-Stephaner zusammen. Sie schufen eine Bezugs- und Absatzgenossenschaft (1948), die Freiwillige Feuerwehr (1949), die Pfarrjugend (1949), einen Gesangverein (1951) – jetzt Kirchenchor –, eine Volkstanzgruppe (1952), einen Sportverein (1953), eine Ortsgruppe des Deutschen Roten Kreuzes (1956) und einen Carneval-Verein (1960).
Die Stadt Griesheim sorgte für den Bau eines Bürgerhauses 1981/82 und 1988/89 für die Neugestaltung des St.-Stephans-Platzes als Grün- und Spielanlage mit einem Denkmal für die Vertreibung. Die Errichtung eines Pfarrzentrums brachte eine weitere Aufwertung der Lebensbedingungen in diesem Stadtteil.